# Staš Skube
Staš Skube, slovenski rokometaš, * 15. november 1989, Novo mesto. 
Staš je desno roki rokometaš, ki igra na položaju organizatorja igre za rokometni klub Vardar. 

## Igralna kariera

### Klub

#### 2006-13: Trimo Trebnje
V letih 2006-08 se je začel preizkušati v članski ekipi trebanjskega RK Trimo Trebnje. V sezoni 2008-09 je dosegel prva dva zadetka na mednarodnem terenu, ko je v Pokalu pokalnih zmagovalcev dne 18. oktobra proti Živinicam zadel dvakrat. V sezoni 2009-10 so igrali v Pokalu EHF in tam je na treh tekmah dosegel 12 zadetkov. Še posebej se je izkazal 13. februarja na tekmi proti španskemu Aragonu, ko je za zmago s 35 proti 26 zabil devet golov.

#### 2013-16: Gorenje velenje
Leta 2013 se je preselil v Velenje k RK Gorenje Velenje in tam ostal tri sezone. Vse tri sezone zapored so bili v slovenskem prvenstvu uvrščeni na drugo mesto, in vedno jih je premagalo Celje. V sezoni 2013-14 je prvič zaigral v ligi prvakov in tam na dvanajstih tekmah dosegel 72 zadetkov. V sezoni 2014-15 so igrali v pokalu EHF in Staš je tam na dvanajstih srečanjih dosegel 81 golov. Dne 28. februarja je na gostujoči tekmi proti švicarskemu Winterthurju dosegel svoj dotedanji rekordni strelski dosežek na mednarodnih srečanjih, ko je za zmago s 35 proti 26 zabil kar 12 golov.

#### 2016-18: Pick Szeged
V letu 2016 mu je potekla pogodba z Velenjčani in preselil se je v tujino, in sicer na Madžarsko v Pick Szeged. Tam ima poleg drugih družbo v še enem slovenskem legionarju in soigralcu iz Gorenja, to je Mario Šoštarič. Z njimi je v sezoni 2016-17 ponovno igral tudi v ligi prvakov.

### Reprezentanca
Je le občasni reprezentant Slovenije saj vlada v selekciji med levo rokimi igralci huda konkurenca za tistih nekaj mest v ekipi. Za izbrano vrsto je prvič zaigral . junija na kvalifikacijski tekmi proti Latviji, kjer je dobil priložnost zaradi odsotnosti Uroša Zormana in Vida Kavtičnika. Na tekmi je ob zmagi s 37 proti 20 dosegel štiri zadetke.

## Osebno
Njegov starejši brat Sebastian Skube je prav tako uspešen rokometaš. 